# 代尔勒克
代尔勒克（荷蘭語：Deerlijk，荷蘭語發音：[ˈdeːrlək] ⓘ）是比利时弗拉芒大區西佛兰德省科特赖克区的一个市镇，通行荷蘭語，是弗拉芒社群的一部分，面积16.97平方千米，人口11,796人（2018年1月1日）。